# Lancia Flaminia Coupé Pininfarina
La Flaminia Coupé Pininfarina è una delle versioni della Lancia Flaminia, prodotta dal 1959 al 1967, anche se rimasta in catalogo della casa automobilistica fino al 1970.

## Il contesto

La Florida II vista dall'alto; da notare la singolarità delle due piccole porte posteriori

Al XXXIX Salone dell'automobile di Torino (30 ottobre-10 novembre 1957) la Pininfarina espone l'ultimo esemplare della serie delle "Florida", serie inaugurata due anni prima, nel 1955, su telai Lancia Aurelia.
Si tratta di un'auto avente le sembianze di una coupé, imponente nelle dimensioni, con una originale formula costruttiva della carrozzeria: ha 4 porte, ma le due posteriori, piuttosto piccole, sono rese praticamente invisibili dall'assenza delle maniglie esterne di apertura (le piccole portiere si possono aprire soltanto dall'interno).
A differenza di altre fuoriserie, questo esemplare unico è destinato ad assumere un valore particolare in quanto prefigura quella che, di li a un anno, costituirà la lussuosa versione coupé della Flaminia.
Difficile risalire alle origini "meccaniche" della Florida II: secondo taluni, sarebbe stata realizzata partendo da un pianale Aurelia del tipo B56S (con motore da 2,3 litri), probabilmente costruito nel 1956 e giacente in fabbrica inutilizzato, secondo altri, invece, si tratterrebbe di uno chassis Flaminia contraddistinto dalla sigla 813.50 (813 è il numero distintivo delle Flaminia berlina) e numerato 0001.
Da notare che, all'epoca, sulle riviste italiane specializzate più quotate) la vettura era presentata come derivata dalla Flaminia e non dall'Aurelia.
Al di la dell'interesse che gli storici possono attribuire alla soluzione di questo dilemma, resta il fatto, indubbio, che dalla Florida II trae origine la Flaminia coupé.
Una o due Florida (secondo le diverse fonti, probabilmente la Florida-Aurelia con guida a sinistra telaio 1006 e/o la Florida II di cui stiamo parlando) sono state per anni le vetture personali di Pininfarina (che all'epoca si chiamava ancora Battista Farina detto Pinin).

La Florida II
La Florida II vista di 3/4 posteriore
L'abitacolo della Florida II
Particolare dell'interno della piccola portiera posteriore

## La Flaminia Coupé prima serie

Una Flaminia Coupé Pininfarina all'ippodromo di Merano

La Flaminia coupé Pininfarina nasce ufficialmente al XV Salone dell'automobile di Torino (5-16 novembre 1958), dove esattamente dodici mesi prima era stata esposta la sua progenitrice, la Florida II.
Le linee generali di questa coupé, che si affianca alla berlina in compagnia delle sorelle più sportive realizzate da Touring e da Zagato, ricalcano quelle della Florida, anche se qui sono state abolite le due piccole porte posteriori e maggiori sono i punti in comune con la Flaminia berlina (calandra abbassata, diverso taglio dei parafanghi posteriori, che qui sono molto meno inclinati, aggiunta rostri ai paraurti).
Rispetto alla berlina, però, si nota, al di la dell'ovvia riduzione dell'ingombro longitudinale e dell'assenza delle porte posteriori, l'abbandono del parabrezza avvolgente all'americana e la parte posteriore meno massiccia nella quale il padiglione si raccorda in modo leggermente diverso.

1962: Una giovane Brigitte Bardot seduta sul cofano di una Flaminia Coupé a Cortina d'Ampezzo

La coupé viene realizzata su un pianale con passo accorciato rispetto a quello della berlina (cm 275 contro 287) mentre il motore eroga una potenza decisamente maggiore (119 cv anziché 102) che la spinge fino a 170 Km. orari, un limite raggiunto da poche “quattro posti” sue contemporanee. Grazie al peso minore, anche accelerazione e ripresa risultano decisamente più brillanti.
Sotto il profilo meccanico, apprezzabile il fatto che, dopo i primissimi esemplari, la Coupé Pininfarina, al pari delle sorelle più sportive di Touring e Zagato, venga dotata di freni a disco: in definitiva, pochissime saranno le Flaminia coupé a viaggiare con i tradizionali freni a tamburo.
La produzione era quasi artigianale: Pininfarina era pronta ad allestire questa quasi-fuoriserie, in caso di richiesta da parte dei clienti, con tinte o accessori fuori catalogo.
Va subito detto che questa affascinante coupé - da molti giudicata uno dei capolavori del maestro Pinin - pare avere tutte le carte in regola per affermarsi sul mercato: e così sarà, tanto è vero che, tra tutte le Flaminia, sarà quella che riscuoterà il maggior successo e, malgrado il prezzo non indifferente (3.100.000 Lire), verrà costruita, nelle sue tre serie, in 5284 esemplari complessivi, un buon 30% in più rispetto alle berlina.
La prima serie della Flaminia coupé inizia la sua vita nel gennaio-febbraio del 1959 e già al Salone di Ginevra di inizio marzo viene esposta con i freni a disco sulle 4 ruote, anche se questa particolarità tecnica viene offerta, al pari di altri optionals, dietro pagamento di un supplemento di prezzo di 60.000 Lire.
Alla fine del 1959, grosso modo in concomitanza con il tradizionale appuntamento torinese del salone, vengono offerti, di serie o con sovrapprezzo, il cruscotto rivestito in mogano, gli alzacristalli a comando elettrico (mediante pulsante dal posto di guida), il volante in legno e la selleria in pelle.
Nel 1960 anche la coupé, come la berlina e le altre sorelle sportive, deve adeguare la fanaleria alle nuove norme del codice della strada; nell'estate di quello stesso anno viene modificata la timoneria dello sterzo, dove viene inserito un ammortizzatore idraulico telescopico destinato ad assorbire anche i piccoli contraccolpi che nascono dai movimenti verticali di sospensione delle ruote e dunque a ridurre le reazioni degli scuotimenti al volante. Una curiosità: i possessori di Flaminia non ancora dotate di questa miglioria, possono ottenerla dietro pagamento di una somma di 20.000 Lire.

La Flaminia Coupé dotata di impianto di condizionamento dell'aria; è la prima vettura italiana sulla quale può essere montato questo accessorio

Nel novembre 1960, al XVII Salone dell'automobile di Torino, viene esposta una Flaminia coupé con il condizionatore d'aria: è il primo esperimento del genere messo in opera su una vettura italiana di serie.
L'impianto, costruito dalla ditta I.P.R.A. di Torino, è composto da un compressore con comando termostatico del relativo innesto a frizione elettromagnetica, da un condensatore montato davanti al radiatore e da un apparecchio sotto il cruscotto (contenente l'evaporatore, una valvola di espansione, un serbatoio filtro e un ventilatore). La temperatura dell'aria all'interno dell'abitacolo è regolabile mediante termostato.. Non è dato sapere se questo utile accessorio sia poi stato effettivamente montato, dal 1961, su qualche esemplare.
Altri aggiornamenti nel 1961: aggiunte le luci di retromarcia e modificata la trasmissione, dove l'albero non è più sdoppiato ma unico. Anche se la Flaminia coupé si colloca in una fascia di mercato dove gli aspetti che contano maggiormente sono il comfort, le finiture ed il lusso, le buone prestazioni conferitele dal motore e dalla tenuta di strada fanno sì che alcuni esemplari, in mano a privati talvolta assistiti dalla Casa, si cimentino nelle competizioni, con risultati anche di rilievo.

Questo, per la verità, accade soprattutto con la seconda serie, la 3B, che esce nel settembre del 1962 e che naturalmente pone fine alla vita della prima serie.
- Periodo di produzione: approssimativamente, da inizio 1959 a estate 1962
- Modelli: tipo 823.00, coupé 2 porte, 4-5 posti, con guida a sinistra e tipo 823.01, coupé 2 porte, 4-5 posti, con guida a destra
- Numerazione progressiva: tipo 823.00: da 1001 a 4053,  tipo 823.01: da 1001 a 1148
- Unità prodotte: 3201 (3052 con guida a sinistra, 148 con guida a destra, 1 chassis guida a sinistra utilizzato da Raymond Loewy per far carrozzare da Motto la sua "Loraymo".
- Caratteristiche principali:
  - motore: anteriore a 6 cilindri a V di 2457,98 cm³, potenza 119 cv (DIN) a 5100 giri, valvole in testa;
  - carrozzeria: coupé 2 porte, 4-5 posti, scocca semi-portante, sospensione anteriore a ruote indipendenti, sospensione posteriore a ruote semi-indipendenti (schema De Dion);
  - trasmissione: con trazione alle ruote posteriori, cambio a 4 rapporti+retromarcia;
  - dimensioni e peso: passo cm 275, lunghezza cm 468 , larghezza cm 174, peso (a vuoto) kg 1420;
  - velocità max: km/h 170

La Flaminia coupé nella sua prima versione (pre-serie), con paraurti privi di rostri
1960: l'attrice Rossana Podestà appoggiata al cofano di una Flaminia Coupé in una pausa delle riprese del film "La schiava di Roma"
1962: Claudia Mori e Tony Russel sul set del film "la leggenda di Fra Diavolo"
I comandi della Flaminia coupé (guida a destra)
Gli interni della Flaminia Coupé
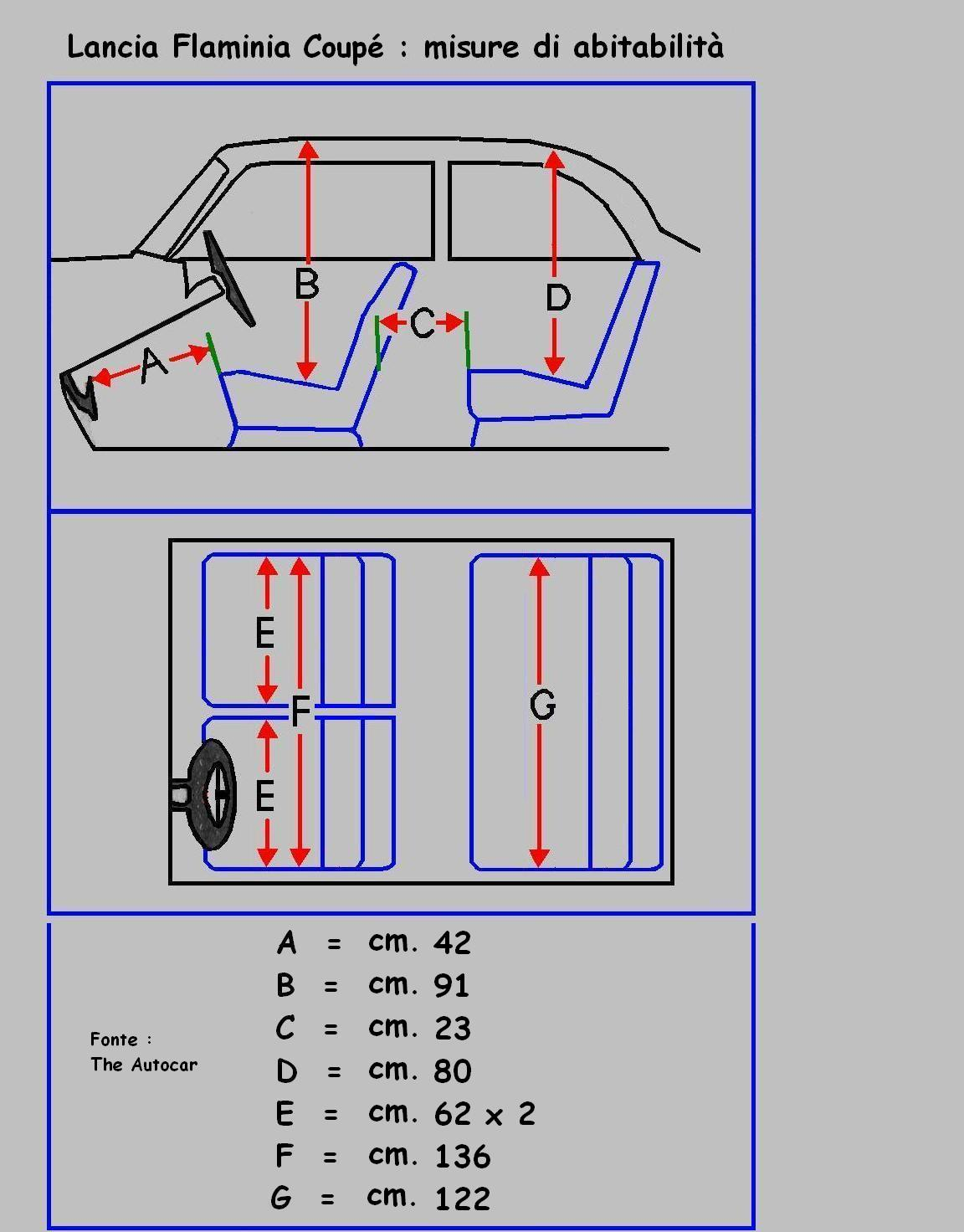
Le principali misure dell'abitacolo della Flaminia Coupé

### Caratteristiche tecniche della Flaminia Coupé prima serie
| Trasmissione                          | trazione sulle ruote posteriori; frizione, cambio e differenziale in gruppo unico, fissato al telaio e disposto al retrotreno; albero di trasmissione in due tronchi, con supporto intermedio e giunti in gomma muniti di centratore (dal 1961 l'albero di trasmissione, di tipo tubolare, è unico, senza supporto intermedio). |
| Rapporto al ponte                     | rapporto finale di riduzione, con coppia conica Hypoid 12/47 (3,917:1); dal telaio numero 823.00-3029 (oppure 823.01-1100) il rapporto è 13/51 (3,923:1). |
| Carrozzeria, arredamenti ed accessori | carrozzeria: coupé 2 porte (porte incernierate anteriormente, cioè con apertura controvento), 4-5 posti; volante a due razze con semi-anello per azionamento avvisatore elettroacustico. sedili: sedili anteriori divisi (con inclinazione schienale regolabile) e ribaltabili per facilitare l'accesso al sedile posteriore; sedile posteriore con bracciolo centrale retrattile. vano motore: illuminato. bagagliaio: vano illuminato; il bagagliaio, rivestito in gomma sia sul fondo che sulle pareti, contiene la ruota di scorta (posizionata verticalmente e ricoperta da apposita guaina) e gli attrezzi in dotazione; il coperchio, contrappesato, rimane aperto in qualsiasi posizione. comandi al volante: leva per commutazione luci ed azionamento indicatori di direzione e semi-anello per azionamento avvisatore elettroacustico. comandi a pedale: freno, frizione ed acceleratore (quest'ultimo del tipo a suola); tutti e tre i pedali sono rivestiti in gomma. comandi sotto al cruscotto: due levette per comando e regolazione aerazione e riscaldamento lato sinistro, leva per lo bloccaggio del cofano motore, leva del freno di stazionamento, starter, ventilatore, levetta di inserimento riscaldatore, levette per comando e regolazione aerazione e riscaldamento lato destro, comando del cambio di velocità. comandi al cruscotto: chiave di inserimento servizi (nonché accensione ed avviamento motore), fendinebbia, accensione fari (luci di posizione, mezze luci ed abbaglianti), illuminazione della strumentazione (ad intensità regolabile), illuminazione abitacolo, tergicristallo e lavaparabrezza, accendisigaro, cassetto ripostiglio con serratura, portacenere . strumentazione: riunita in due strumenti circolari; lo strumento di sinistra comprende il tachimetro con scala fino a 220 Km. orari, l'indicatore livello benzina, quelli della pressione dell'olio (con spia luminosa in caso di pressione insufficiente) e della temperatura dell'acqua e dell'olio nonché i due contachilometri (totalizzatore e parziale); lo strumento di destra include invece il contagiri (graduato fino a 5500 giri), l'orologio e tre spie: starter, dinamo e luci. |
| Pendenze massime superabili           | in prima marcia=34%. |
| Tassa di circolazione                 | Potenza fiscale in Italia CV 26; bollo di circolazione annuo: dal debutto (gennaio 1959) al 30-6-59=Lire 87.390 dal 1-7-1959 =Lire 101.085 |
| Prezzo in Italia                      | Dal debutto (gennaio 1959) al luglio 1962: Lire 3.100.000 (prezzo di listino); da notare soltanto che dall'estate 1962, poco prima dell'uscita della successiva versione 3B, il prezzo sale a 3.160.000 Lire in quanto include i freni a disco, che non sono più pagati a parte Optionals previsti: nel 1961: gomme fianco bianco (Lire 17.500), apparecchio radio (Lire 148.000); freni a disco (Lire 60.000, da notare però che i freni a disco sono montati su tutti gli esemplari, per cui si tratta di un optional praticamente obbligatorio), interno in pelle (Lire 135.000) |
| Prezzo in Svizzera                    | nel marzo 1959: 28.100 Franchi Svizzeri |

## La Flaminia Coupé 3B
Ravvisando la necessità di aumentare le prestazioni dell'intera gamma Flaminia per meglio adeguare questo modello alle mutate esigenze della circolazione, dopo aver potenziato la berlina nell'ottobre 1961 e le Gran Turismo e Sport nel gennaio 1962, sul finire dell'estate di quell'anno, la Lancia presenta la nuova Coupé più veloce e scattante, dotando il motore di un nuovo carburatore a triplo corpo - per la prima volta montato in serie su una vettura da turismo - studiato appositamente per meglio alimentare un motore avente l'inconsueto ordine di accensione del 6 cilindri V Lancia.

La Flaminia coupé 3B a cofano alzato: in evidenza il voluminoso filtro aria ad elemento unico che collega i tre condotti di aspirazione

La soluzione adottata è più semplice rispetto a quella dei tre carburatori doppio corpo di cui sono state dotate le versioni GT e Sport, in quanto, nel caso della Coupé, il blocco di tre carburatori monocorpo viene trasformato, o meglio fuso, in un carburatore triplo corpo, un Solex 35 P3-1. Questa soluzione permette significative semplificazioni costruttive (asse farfalla unico, due sole vaschette con galleggianti, un ingombro ridotto) e consente una maggiore facilità di messa a punto, grazie ad un'unica vite di regolazione del minimo. Il carburatore (che dunque si può definire un triplo corpo) poggia su un collettore appositamente progettato con tre condotti di aspirazione verticali sui quali viene montato un unico filtro dell'aria, necessariamente voluminoso. Grazie anche all'aumento del grado di riempimento dei cilindri ed alla riduzione della lunghezza dei condotti di immissione resi pressoché simmetrici, la potenza aumenta da 119 cv (a 5100 giri) a 128 cv (a 5600 giri).

Una singolare vista dall'alto della Flaminia Coupé 3B

Una delle rare 3B con gomme fianco bianco

Oltre all'alimentazione, gli altri particolari meccanici che differenziano la nuova serie (che assume la denominazione 3B in contrapposizione con la sigla 3C che distingue le versioni con i tre carburatori doppio corpo) sono: il comando dell'acceleratore modificato, l'impiego di una pompa carburante di nuovo tipo per rendere più uniforme la erogazione della benzina, l'aumento della portata della pompa dell'acqua per migliorare il raffreddamento, il rinforzo degli organi di trasmissione (volano, supporto anteriore della trasmissione, frizione).
La carrozzeria è immutata esteriormente (la si riconosce dalla prima serie solo per i piccoli monogrammi “3B” applicati sul cofano motore e sul coperchio del bagagliaio), mentre piccole modifiche interessano il pavimento, il cruscotto ed i tappeti.
Naturalmente migliorano l'accelerazione e la ripresa, mentre la velocità massima passa da 170 a 178 km orari. Crescono un po' anche il consumo (da 13,5 a 14,3 litri ogni 100 chilometri, misurato secondo le norme CUNA) ed il prezzo (il listino passa da 3.160.000 a 3.240.000 Lire).
La 3B con motore da 2 litri e mezzo ha peraltro una vita piuttosto breve (poco più di un anno), poiché nel settembre del 1963 riceve, al pari dell'intera famiglia Flaminia, il motore da 2,8 litri. Da notare tuttavia che, come nel caso della berlina, anche la Coupé rimane nei listini nelle due cilindrate (2,5 e 2,8 litri) fino all'ottobre del 1968, probabilmente per esaurire le scorte dei motori.
Anche la Flaminia 3B Coupé partecipa ad alcune competizioni, con risultati talvolta non disprezzabili.

- Periodo di produzione: approssimativamente, da estate 1962 al 1963
- Modelli: tipo 823.02, coupé 2 porte, 4-5 posti, con guida a sinistra e tipo 823.03, coupé 2 porte, 4-5 posti, con guida a destra
- Numerazione progressiva: tipo 823.02: da 4054 a 4966 e tipo 823.01: da 1149 a 1185
- Unità prodotte: 950 (913 con guida a sinistra e 37 con guida a destra)
- Caratteristiche principali:
  - motore: anteriore a 6 cilindri a V di 2457,98 cm³, potenza 128 cv (DIN) a 5600 giri, valvole in testa; **carrozzeria: coupé 2 porte, 4-5 posti, scocca semi-portante, sospensione anteriore a ruote indipendenti, sospensione posteriore a ruote semi-indipendenti (schema De Dion);
  - trasmissione: con trazione alle ruote posteriori, cambio a 4 rapporti+retromarcia;
  - dimensioni e peso: passo cm 275, lunghezza cm 468 , larghezza cm 174, peso (a vuoto) kg 1450;
  - velocità max: km/h 178.

### Caratteristiche tecniche della Flaminia Coupé 3B
| Trasmissione                          | trazione sulle ruote posteriori; frizione, cambio e differenziale in gruppo unico, fissato al telaio e disposto al retrotreno; albero di trasmissione di tipo tubolare, unico, senza supporto intermedio. |
| Rapporto al ponte                     | rapporto finale di riduzione, con coppia conica Hypoid 12/47 (3,917:1) oppure 13:51 (3,923:1). |
| Carrozzeria, arredamenti ed accessori | carrozzeria: coupé 2 porte (porte incernierate anteriormente, cioè con apertura controvento), 4-5 posti, volante a due razze con semi-anello per azionamento avvisatore elettroacustico. sedili: sedili anteriori divisi (con inclinazione schienale regolabile) e ribaltabili per facilitare l'accesso al sedile posteriore; sedile posteriore con bracciolo centrale retrattile. vano motore: illuminato. bagagliaio: vano illuminato; il bagagliaio, rivestito in gomma sia sul fondo che sulle pareti, contiene la ruota di scorta (posizionata verticalmente e ricoperta da apposita guaina) e gli attrezzi in dotazione; il coperchio, contrappesato, rimane aperto in qualsiasi posizione. comandi al volante: leva per commutazione luci ed azionamento indicatori di direzione e semi-anello per azionamento avvisatore elettroacustico. strumentazione: riunita in due strumenti circolari; lo strumento di sinistra comprende il tachimetro con scala fino a 220 Km. orari, l'indicatore livello benzina, quelli della pressione dell'olio (con spia luminosa in caso di pressione insufficiente) e della temperatura dell'acqua e dell'olio nonché i due contachilometri (totalizzatore e parziale); lo strumento di destra include invece il contagiri (graduato fino a 5500 giri), l'orologio e tre spie: starter, dinamo e luci. |
| Pendenze massime superabili           | in prima marcia=33%; in II=21%; in III= 13,5%; in IV=8,5%. ; in retromarcia 36% |
| Tassa di circolazione                 | Potenza fiscale in Italia CV 26; bollo di circolazione annuo: dal debutto (settembre 1962) al 31-12-62=Lire 101.085 dal 1-1-63 a ottobre 1968 (fine commercializzazione)= Lire 106.140 |
| Prezzo in Italia                      | Dal debutto (settembre 1962) a ottobre 1968 (fine commercializzazione): Lire 3.240.000 (prezzo di listino). Optionals previsti: nel 1963: gomme fianco bianco (disponibili fino a giugno) (Lire 14.000), apparecchio radio (Lire 148.000), interno in pelle (Lire 135.000), tappetini anteriori in moquette con sovratappeti in similpelle (Lire 28.000), "pacchetto" comprendente alzacristalli elettrici, arresti elettromagnetici agli schienali dei sedili anteriori e defroster cristallo posteriore (Lire 98.000). |
| Prezzo in Svizzera                    | nel marzo 1963: 29.400 Franchi Svizzeri |

## La Flaminia Coupé 3B-2.8
Al XLI salone dell'automobile di Francoforte dell'autunno 1963 tutte le Flaminia vengono presentate con un motore la cui cilindrata è portata da 2,5 a 2,8 litri (mediante il rialesaggio dei cilindri da 80 a 85 mm) e che, nel caso della Coupé, raggiunge ora i 140 cv ed è più elastico (la coppia massima sale a 22,5 mkg a 3000 giri), il che conferisce alla Flaminia Coupé un sensibile miglioramento nella ripresa (la velocità massima invece sale di pochissimo, da 178 a 181 Km. orari). Piccole modifiche interessano la trasmissione (i rapporti del cambio e quello del ponte sono diversi) ed i freni, dove viene lievemente aumentato il diametro dei dischi.

La Coupé 3B nell'ultima versione con motore 2.8 litri, come risulta dalla sigla che appare sotto alla scritta "Flaminia"

La carrozzeria non subisce variazioni, tanto è vero che la nuova 2800 si differenzia dalla sorella minore solo per l'aggiunta della specifica "2.8" sulla coda.
Da osservare che la Flaminia Coupé, che viene prodotta fino al 1967, è ancora disponibile fino all'inizio del 1970, quando tutte le Flaminia spariscono definitivamente dai listini.
- Periodo di produzione: dal 1963 al 1967
- Modelli: tipo 826.030, coupé 2 porte, 4-5 posti, con guida a sinistra e tipo 826.031, coupé 2 porte, 4-5 posti, con guida a destra
- Numerazione progressiva: tipo 826.030/826.031: da 1001 a 2085
- Unità prodotte: 1085 (1037 con guida a sinistra e 48 con guida a destra) (secondo alcune fonti[17] le vetture con guida a destra, marchiate 826.031, avevano una loro numerazione progressiva che andava da 1001 a 1048 per cui il totale di produzione sarebbe di 1133 esemplari, di cui 1085 con guida a sinistra e 48 con guida a destra)
- Caratteristiche principali:
  - motore: anteriore a 6 cilindri a V di 2774,83 cm³, potenza 140 cv (CUNA) a 5400 giri, valvole in testa; **carrozzeria: coupé 2 porte, 4-5 posti, scocca semi-portante, sospensione anteriore a ruote indipendenti, sospensione posteriore a ruote semi-indipendenti (schema De Dion);
  - trasmissione: con trazione alle ruote posteriori, cambio a 4 rapporti+retromarcia;
  - dimensioni e peso: passo cm 275, lunghezza cm 468 , larghezza cm 174, peso (a vuoto) kg 1450;
  - velocità max: km/h 181.

### Caratteristiche tecniche della Flaminia Coupé 3B-2.8
| Trasmissione                          | trazione sulle ruote posteriori; frizione, cambio e differenziale in gruppo unico, fissato al telaio e disposto al retrotreno; albero di trasmissione di tipo tubolare, unico, senza supporto intermedio. |
| Rapporto al ponte                     | rapporto finale di riduzione, con coppia conica Hypoid 13/49(3,769:1). |
| Carrozzeria, arredamenti ed accessori | carrozzeria: coupé 2 porte (porte incernierate anteriormente, cioè con apertura controvento), 4-5 posti, volante a due razze con semi-anello per azionamento avvisatore elettroacustico. sedili: sedili anteriori divisi (con inclinazione schienale regolabile) e ribaltabili per facilitare l'accesso al sedile posteriore; sedile posteriore con bracciolo centrale retrattile. vano motore: illuminato. bagagliaio: vano illuminato; il bagagliaio, rivestito in gomma sia sul fondo che sulle pareti, contiene la ruota di scorta (posizionata verticalmente e ricoperta da apposita guaina) e gli attrezzi in dotazione; il coperchio, contrappesato, rimane aperto in qualsiasi posizione. comandi al volante: leva per commutazione luci ed azionamento indicatori di direzione e semi-anello per azionamento avvisatore elettroacustico. strumentazione: riunita in due strumenti circolari; lo strumento di sinistra comprende il tachimetro con scala fino a 220 Km. orari, l'indicatore livello benzina, quelli della pressione dell'olio (con spia luminosa in caso di pressione insufficiente) e della temperatura dell'acqua e dell'olio nonché i due contachilometri (totalizzatore e parziale); lo strumento di destra include invece il contagiri (graduato fino a 5500 giri), l'orologio e tre spie: starter, dinamo e luci. |
| Pendenze massime superabili           | in prima marcia=35%; in II=23%; in III= 15%; in IV=11%. ; in retromarcia 37% |
| Tassa di circolazione                 | Potenza fiscale in Italia CV 29; bollo di circolazione annuo: dal debutto (settembre 1963) a fine commercializzazione (febbraio 1970)=Lire 127.575 |
| Prezzo in Italia                      | Dal debutto (settembre 1963) a dicembre 1968: Lire 3.440.000 (esclusa I.G.E.). da gennaio 1969 a fine commercializzazione (febbraio 1970): Lire 3.580.000 (incluso 4% I.G.E.) Optionals previsti: nel marzo 1965: apparecchio radio (Lire 130.000), interno in pelle (Lire 150.000), tappetini anteriori in moquette con sovratappeti in similpelle (Lire 30.000), "pacchetto" comprendente alzacristalli elettrici, arresti elettromagnetici agli schienali dei sedili anteriori e defroster cristallo posteriore (Lire 90.000). |
| Prezzo in Svizzera                    | nel marzo 1964: 31.500 Franchi Svizzeri dal marzo 1965: 26.800 Franchi Svizzeri |

## I prezzi delle Flaminia Coupé
La Coupé Pininfarina viene posta in vendita in Italia, sin dall'inizio, ad un prezzo maggiore rispetto a quello della Lancia Flaminia berlina: la cosa è comprensibile, sia perché la fascia di mercato in cui si colloca lo consente, sia perché la accurata realizzazione di Pininfarina, quasi artigianale, ha un costo non indifferente. Tutto sommato la maggiorazione di prezzo (che nel corso di un decennio, dal 1959 al 1969-70, oscillerà dal 5 all'8% circa) è abbastanza modesta.
Al momento del lancio (gennaio 1959) il prezzo della Coupé è di 3.100.000 Lire (l'equivalente di quasi 8 Fiat Nuova 500) contro i 2.940.000 della berlina (+5,44%) e tale rimane fino all'uscita della serie "3B" nel settembre 1962, quando aumenta di 80.000 Lire (3.240.000). La 3B coupé 2800, che viene immessa sul mercato nel settembre del 1963, viene venduta a 200.000 Lire in più (3.440.000), prezzo che rimane inalterato fino al novembre 1968. Formalmente, cresce ancora dal gennaio 1969, quando raggiunge il suo massimo (3.580.000 Lire) : in realtà il prezzo è sostanzialmente invariato in quanto nel nuovo listino è inclusa l'Imposta Generale sulle Entrate (I.G.E.) nella misura del 4%, che in precedenza veniva pagata a parte. Questo sarà comunque l'ultimo prezzo, che sarà praticato fino al febbraio 1970, ultimo mese di commercializzazione.

## Le prove su strada della Flaminia Coupé
Nel corso degli anni, due testate hanno effettuato test di guida, le cosiddette "prove su strada", di vetture Flaminia coupé, mentre una terza rivista si è invece limitata a riportare una piccola relazione (allora definita con l'espressione "impressioni di guida") dopo aver effettuato un breve viaggio-test.
In tutti e tre i casi, comunque, ad essere sottoposta ai test è stata una Flaminia Coupé della prima serie, con motore da 2,5 litri e alimentazione ad 1 carburatore doppio corpo.
Le impressioni di guida del settimanale ACI
In ordine di tempo, la prima rivista a pubblicare le sue "impressioni di guida" è il settimanale "L'Automobile" edito dall'Automobile Club d'Italia, che ne riferisce ai lettori sul numero 36 del 6 settembre 1959; non effettua alcun rilevamento e si limita a citare gli aspetti positivi, quali l'elasticità di marcia, la manovrabilità del cambio, l'ottima visibilità anteriore, la maneggevolezza dello sterzo.
La prova di The Autocar
La rivista inglese effettua il test nel 1960 percorrendo circa 1700 km. e conclude la relazione sottolineando che la vettura ha un prezzo elevato, sia nel paese d'origine che soprattutto in Inghilterra (dove sfiora le 4000 Lire Sterline) ma conferma che si tratta di un prodotto degno del nome del marchio, ben costruito, dotato di un elevato livello di finitura e di un comportamento su strada impeccabile e tale da rendere gratificante guidarla.
Questi i dati rilevati:
- peso della vettura (a vuoto, con 25 litri di carburante): kg 1481.
- velocità massima: Km/h 170,0 (miglior passaggio Km/h 172,3)
- accelerazione da 0 a 48 km/h: 4,4”
- accelerazione da 0 a 65 Km/h: 7,0"
- accelerazione da 0 a 80 Km/h: 10,1"
- accelerazione da 0 a 97 Km/h: 13,6"
- accelerazione da 0 a 113 Km/h: 18,7"
- accelerazione da 0 a 129 Km/h: 26,0"
- accelerazione da 0 a 145 Km/h: 36,0"
- accelerazione, da fermo, 1/4 di miglio: 19,1"
- ripresa, in IV marcia, da 32 a 64 km/h: 12,0”
- ripresa, in IV marcia, da 32 a 97 km/h: 23,9”
- consumo a velocità costante, a 100 km/h in IV marcia: 10,6 litri ogni 100 Km.
- diametro di sterzata: metri 12,20 circa.

La prova di Ruoteclassiche
Nel fascicolo numero 107 del giugno 1997, la rivista "Ruoteclassiche" pubblica il resoconto di una breve prova su strada effettuata con una Flaminia Coupé della prima serie (1959-1962).
Malgrado i tre decenni di vita, questa Flaminia si comporta ancora egregiamente, come risulta dall'elenco dei dati rilevati, che sono:
- velocità massima: Km/h 166,400
- accelerazione, da fermo a 60 Km/h: 6,35"
- accelerazione, da fermo a 80 Km/h: 10,90"
- accelerazione, da fermo a 100 Km/h: 16,50"
- accelerazione, da fermo a 120 Km/h: 25,30"
- accelerazione, da fermo a 140 Km/h: 39,80"
- chilometro da fermo: 37"90/100
- ripresa, in IV marcia, da 40 a 70 Km/h: 10,80"
- ripresa, in IV marcia, da 40 a 90 Km/h: 17,35"
- frenata, a 100 Km/h: spazio d'arresto metri 61,40.